# Project Nim
Project Nim è un documentario del 2011 diretto da James Marsh.
Il film è stato presentato al Sundance Film Festival 2011 il 27 gennaio 2011. È stato presentato fuori concorso al Festival Internazionale del Film di Roma 2011 il 30 ottobre 2011.

## Trama
Il film è tratto dal saggio di Elizabeth Hess nel quale si ricostruiscono le vicende di un esperimento condotto negli anni settanta da Herbert S. Terrace della Columbia University di New York volto a indagare l'acquisizione del linguaggio in uno scimpanzé chiamato Nim Chimpsky. Sottratto alla propria madre all'età di due settimane e affidato a degli esseri umani, i quali lo trattarono come un piccolo essere umano, col tempo lo scimpanzé manifestò dei comportamenti giudicati violenti per cui, all'età di quattro anni, venne rimandato indietro con conseguenze devastanti. Il documentario di Marsh è costituito in gran parte da filmati dell'epoca e da interviste ai protagonisti della vicenda.
Nim nacque in un centro di ricerca sui primati a Norman, nell'Oklahoma. Sua madre Caroline veniva trattata esclusivamente come una fattrice: tutti i suoi figli erano stati sottratti poco dopo la nascita per essere utilizzati in esperimenti scientifici. Terrace intendeva vagliare l'ipotesi che gli scimpanzé potessero apprendere il linguaggio dei segni e comunicare con gli esseri umani. Il piccolo Nim fu pertanto affidato da Terrace a Stephanie LaFarge, una sua ex allieva un po' hippie che abitava con la famiglia in un appartamento dell'Upper West Side. Nim fu accolto in famiglia come un piccolo essere umano: gli facevano indossare vestiti umani, mangiava gli stessi alimenti della famiglia e, soprattutto, veniva vezzeggiato e circondato di affetto come un vero bambino. I componenti della famiglia LaFarge avrebbero dovuto usare esclusivamente il linguaggio dei segni in presenza di Nim. Tuttavia ciò non si verificava perché, come testimonia Jennie LaFarge, figlia di Stephanie, in famiglia nessuno era in grado di utilizzare speditamente quel linguaggio. Stephanie LaFarge, inoltre, cominciò l'addestramento di Nim al linguaggio dei segni solo dopo che il cucciolo ebbe compiuto i tre mesi, un'età giudicata da Terrace troppo avanzata in quanto i cuccioli degli scimpanzé si sviluppano più rapidamente degli esseri umani.
Nonostante i progressi di Nim, Terrace esautorò Stephanie LaFarge e nominò responsabile della formazione di Nim Laura-Ann Petitto, una studentessa ventenne. Dalle interviste si desume che LaFarge e Petitto non cooperarono. Nel film Petitto descrive casa LaFarge come "caotica", mentre LaFarge giudica la Petitto priva di esperienza e scelta da Terrace per motivi sentimentali. L'addestramento di Nim avvenne non più nella casa in cui Nim abitava, ma in un'aula della Columbia senza finestre. Infine Terrace decise che Nim non avrebbe dovuto più vivere nell'atmosfera indisciplinata di casa LaFarge e pertanto avrebbe dovuto abitare con Laura-Ann Petitto; questa decisione è stata paragonata da LaFarge alla sottrazione di Nim dalla madre biologica. La nuova residenza di Nim fu una vasta villa di proprietà della Columbia University; abitavano permanentemente nella villa la Petitto e due altre insegnanti, mentre Nim poteva conversare con altri visitatori. Fu sviluppato un sistema per registrare su nastro magnetico i segni di Nim, il quale mostrava evidenti progressi. Secondo Terrace il vocabolario di Nim comprendeva circa 120 segni. Il risultato centrale dell'esperimento fu che, malgrado la conoscenza di un numero relativamente alto di parole, Nim era incapace di costruire frasi, cioè di generare significati diversi cambiando l'ordine delle parole, cosa che qualsiasi essere umano impara a fare spontaneamente dalla nascita. In conclusione: Nim conosceva le parole ma non aveva la sintassi. Il progetto fu descritto in diverse riviste scientifiche e in alcuni programmi televisivi. Come testimoniano le registrazioni, Nim aveva addirittura imparato a fare la propria firma.
Col passare del tempo, tuttavia, Nim diventava sempre più forte e a volte piuttosto aggressivo. Attaccò diverse volte la Petitto: nel film lei mostra i segni di morsi, uno dei quali le costò l'applicazione di 37 punti e un altro le recise un tendine. La fine della relazione di Terrace con la Petitto determinò l'allontanamento di quest'ultima dal Progetto Nim e la sua sostituzione con Joyce Butler, una studentessa che doveva svolgere una tesi di laurea sperimentale su Nim. Anche la terza madre adottiva fu ferita qualche volta da Nim, e lo stesso accadde a un assistente. Terrace, il quale trovava difficoltà nel reperire ulteriori fondi, decise di mettere fine al progetto dopo soli quattro anni: comunicò al gruppo che non c'erano più motivazioni per la continuazione del progetto, in quanto erano stati già raccolti dati sufficienti, e che aveva deciso il ritorno di Nim al centro di provenienza. Negli scritti successivi Terrace affermò che il Progetto Nim era stato fallimentare, negò che gli scimpanzé potessero parlare e minimizzò i progressi compiuti da Nim. Joyce Butler, che accompagnò Nim in Oklahoma, scoppia in pianto quando rievoca davanti alla macchina da presa la conclusione della vicenda: Nim che, dopo essere stato separato dalla madre biologica, non aveva visto più nessun altro della sua specie e da allora aveva vissuto esclusivamente con esseri umani e verosimilmente si considerava un essere umano (quando aveva dovuto classificare delle foto raffiguranti uomini e scimmie aveva posto la foto che lo raffigurava fra quella degli esseri umani) era terrorizzato dagli altri primati e poté separarlo con difficoltà dall'abbraccio con cui aveva stretto la Butler. Lo stesso Terrace ammette nel film che il centro di ricerca sui primati gli si rivelò "sorprendentemente più primitivo" di quanto avesse immaginato, quando si recò nell'Oklahoma l'anno successivo; ma non intraprese alcuna iniziativa perché Nim fosse trasferito altrove.
In seguito Nim fu trasferito dapprima a un laboratorio, gestito dalla New York University, nel quale i primati erano utilizzati per la sperimentazione di farmaci; successivamente fu accolto in una riserva per la fauna selvatica dove rimase fino alla sua morte, avvenuta nel 2000 per crisi cardiaca.